# 서울대공원 토막 살인 사건
서울대공원 토막 살인 사건(서울大公園토막殺人事件)은 2018년 8월 10일 오전 1시 15분, 가해자 변경석(34세)이 51세 손님을 살해한 뒤 토막내어 서울대공원 인근에 유기한 살인 사건이다.

## 전개
안양에서 노래방을 운영하던 가해자 변경석은 2018년 8월 10일 새벽, 노래방 도우미 교체 문제로 실랑이를 벌이다 노래방 손님 51세 "A"를 잔인하게 살해하고, 사건 당일 밤 11시 40분에 서울대공원 인근 수풀에 시신을 토막내 유기하였다. 며칠 뒤 유기된 시신은, 서울대공원 장미의 언덕 주차장을 지나던 직원에 의해 발견되었다.
이후 변경석은, 서해안고속도로를 타고 도주하다가 경찰에 체포되었고, 결국 범죄자 신상 공개와 함께 기소되었다.
2018년 11월 2일 수원지법 안양지원 제1형사부 심리로 열린 결심공판에서 자신의 노래방에 찾아온 손님을 살해하고 시신을 훼손한 뒤 서울대공원 인근에 유기한 혐의로 재판에 넘겨진 변경석 피고인에게 무기징역을 구형했다. 선고 공판은 11월 30일 오전 9시50분에 열릴 예정이다.
2019년 1월 18일 수원지방법원은 살인 및 사체손괴 등의 혐의로 구속 기소된 변 피고인에게 징역 20년과 형 집행 종료 후 보호관찰 3년을 선고했다.